# Glória do Goitá (ort)
Glória do Goitá är en ort i Brasilien.   Den ligger i kommunen Glória do Goitá och delstaten Pernambuco, i den östra delen av landet, 1 600 km nordost om huvudstaden Brasília. Glória do Goitá ligger 155 meter över havet och antalet invånare är 17 374.
Terrängen runt Glória do Goitá är platt åt nordost, men åt sydväst är den kuperad. Runt Glória do Goitá är det ganska tätbefolkat, med 93 invånare per kvadratkilometer.. Närmaste större samhälle är Vitória de Santo Antão, 12,9 km söder om Glória do Goitá.
Omgivningarna runt Glória do Goitá är en mosaik av jordbruksmark och naturlig växtlighet.